# Angela Boddem
Angela Boddem OSB (* 1961 in Bielefeld, Deutschland) ist eine deutsche Benediktinerin und seit 2007 Äbtissin der Abtei Varensell.

## Leben
Boddem studierte nach dem Abitur von 1980 bis 1984 an der Universität Bielefeld Deutsch und Religion auf Lehramt. 1986 trat sie in das Noviziat der Abtei Varensell ein, wo sie 1988 die einfache und 1991 die ewige Profess ablegte und verschiedene innerklösterliche Aufgaben übernahm. 2001 zur Subpriorin ernannt, wurde sie Delegierte des Konvents beim Generalkapitel der Beuroner Kongregation.
Am 18. Januar 2007 wählte der Konvent der Abtei Varensell Angela Boddem zur Äbtissin, nachdem ihre Vorgängerin Judith Frei die Abtei seit 1975 geleitet hatte. Die Benediktion spendete der Erzbischof von Paderborn, Hans-Josef Becker, am 1. Mai 2007. Als Wahlspruch wählte sie Ad maiorem caritatem – hin zur größeren Liebe.